# Ocotea felix
Ocotea felix är en lagerväxtart som beskrevs av B. Coe-teixeira. Ocotea felix ingår i släktet Ocotea och familjen lagerväxter. Inga underarter finns listade i Catalogue of Life.